# Fleutiauxellus optatus
Fleutiauxellus optatus là một loài bọ cánh cứng trong họ Elateridae. Loài này được Lewis miêu tả khoa học năm 1894.